# Kostel Božského srdce Páně (České Budějovice)
Kostel Božského srdce Páně se nachází v Českých Budějovicích na Rudolfovské třídě. Je součástí kláštera Kongregace sester Nejsvětější Svátosti. V okolních budovách hlavního kláštera Kongregace sídlí dvě církevní školy: Církevní základní škola, patřící pod Biskupské gymnázium J. N. Neumanna, a Církevní mateřská škola České Budějovice.

## Historie a popis

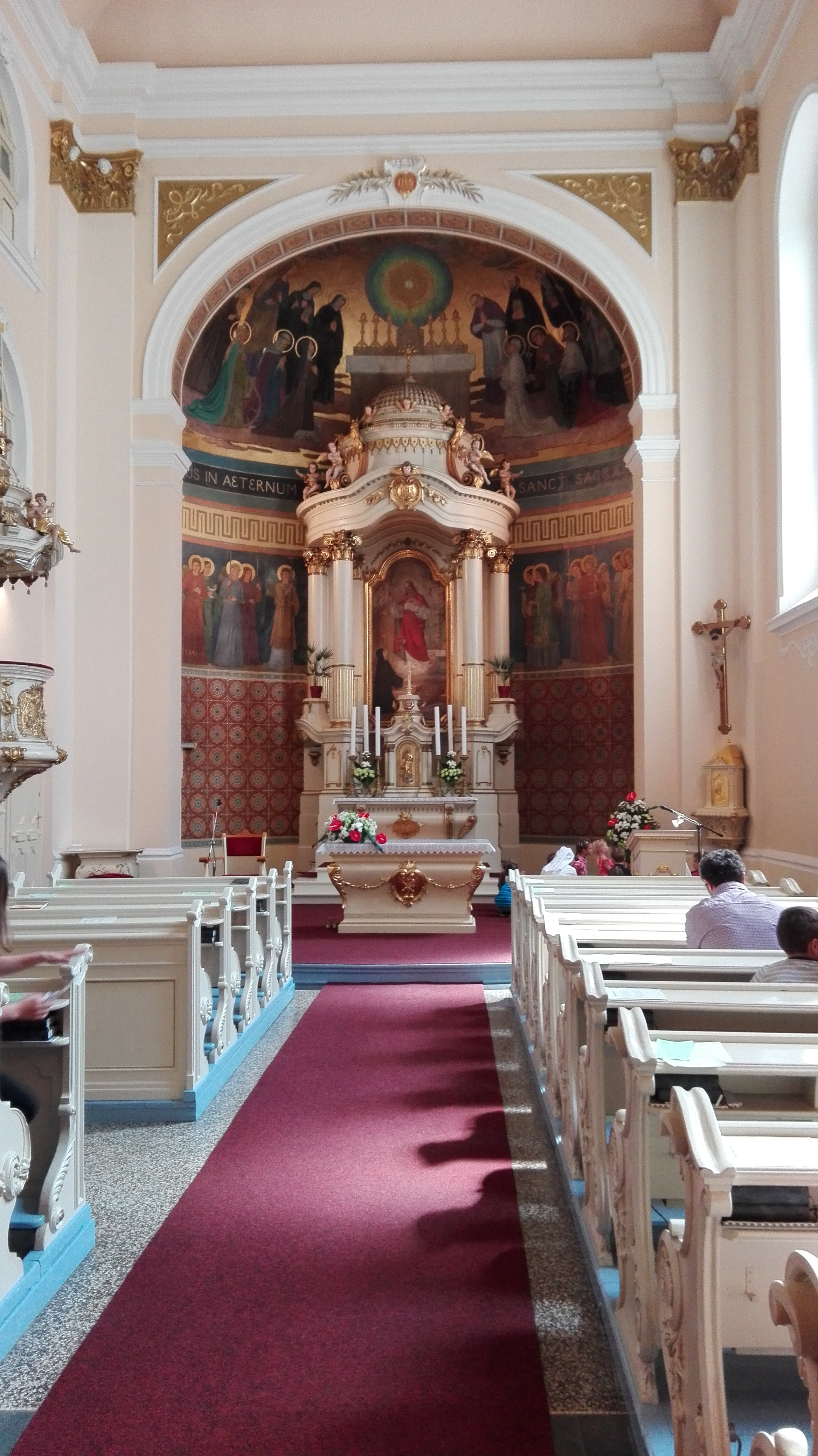
interiér kostela

Kostel je jednolodní stavbou novobarokního slohu postavenou místním stavitelem Jakubem Stabernakem v letech 1903–1904 dle vlastního návrhu z roku 1902. Vysvěcen byl 26. června 1904 a v letech 1992 až 1993 prošla jeho budova rekonstrukcí.
Do budovy se vstupuje z Rudolfovské ulice, kam vedou i čtyři půlkruhovitě sklenutá okna. Zakončení na rohu s Lipenskou ulicí je rovněž půlkruhovité, s okny pouze dekorativně naznačenými.
V interiéru římskokatolického kostela stojí sloupový oltář s baldachýnem a obrazem Zjevení Božského srdce Páně svaté Markétě Marii Alacoque. Výklenek za ním je zakončen nástěnnou malbou zobrazující Adoraci Svátosti patnácti světci. V prostoru kostela bývaly dvě kaple, a to kaple Panny Marie a kaple svatého Jana Nepomuckého, z nichž druhá zmíněná byla zrušena. Barokní kazatelna pochází z hosínského kostela, odkud byla do budovy přemístěna na počátku 20. století.
Ve věži kostela se nachází zvonkohra z osmi zvonků, která vždy v celou hodinu během dne zahraje melodii Ave Maria nebo Sanctus. V neděli pak hraje Kristus vítězí.

## Varhany
V rámci rekonstrukce kláštera byly roku 1999 pořízeny varhany od Vladimíra Šlajcha. Disponují dvěma manuály, pedálem a ve zvukové koncepci odrážejí inspiraci v barokním nástroji z kláštera Zlatá Koruna.
| Hauptwerk |             |           |
| 1.        | Principal   | 8′        |
| 2.        | Gamba       | 8′        |
| 3.        | Portunal    | 8′        |
| 4.        | Bifara      | 8′        |
| 5.        | Violeta     | 4′        |
| 6.        | Octava      | 4′        |
| 7.        | Quinta      | 3′        |
| 8.        | Superoctava | 2′        |
| 9.        | Quinta      | 1/3′      |
| 10.       | Mixtura     | 1′ 5 fach |

| Ruckpositiv |              |        |
| 11.         | Copula major | 8′     |
| 12.         | Flauta minor | 4′(?)  |
| 13.         | Principal    | 4′     |
| 14.         | Octava       | 2′     |
| 15.         | Sesquialtera | 2 fach |
| 16.         | Mixtura      | 3 fach |

| Pedal |            |     |
| 17.   | Subbass(?) | 16′ |
| 18.   | Octavbass  | 8′  |
| 19.   | Superoctav | 4′  |
| 20.   | Posaunbas  | 8′  |